# Takapu Valley
La vallée de Takapu  est une des vallées et aussi une banlieue du nord de la capitale Wellington, située dans l’Île du Nord de la Nouvelle-Zélande.

## Géographie
C’est une zone rurale.
La seule route nommée ‘Takapau Road’, qui traverse le ruisseau ‘Takapau Stream’, descend à travers la banlieue de Grenada North pour croiser l’autoroute Autoroute Johnsonville-Porirua (en), et la ville de Tawa, où se trouve l’essentiel des magasins.
Dans Takapu, il y a un super marché et la gare de gare de Takapu road (en) près de l’intersection avec l’autoroute mais aucun d’eux n’est vraiment dans la vallée elle-même.

## Population
La vallée de Takapu avait une population de 306 personnes lors du recensement de 2013, en augmentation de 72 personnes par rapport au recensement de 2006.

## Histoire
La vallée fut colonisée au XIXe siècle, quand les secteurs de campagne furent vendus par la Compagnie de Nouvelle-Zélande, souvent en l’absence des propriétaires.
Une ferme initiale fut la propriété de John Edwards, qui était arrivé à Wellington dans le navire « Catherine Stewart Forbes » avec sa femme Phoebe et ses 8 enfants en 1841.
3 de leurs enfants: Edward, Thomas et William, établirent des fermes dans la vallée.

## Accès
L’accès se faisait via la Old Porirua Road (en), qui passe par l’entrée de la vallée de Takapu.
James et Lionel Nairn transférèrent leur troupeau laitier vers ‘Takapu Road’ en 1920 et les maisons de Khandallah et de Ngaio virent remplacer les bâtiments de la ferme.
En 2017, la ferme « Woodman » dans la vallée de Takapu, qui était dans la même famille depuis 150 ans fut mise en vente.

## Éducation
L’école de ‘Takapu Road’ fonctionna de 1890 à 1920.